# Onthophagus neavei
Onthophagus neavei là một loài bọ cánh cứng trong họ Bọ hung (Scarabaeidae).